# Victor Kemper
Victor J. Kemper (Newark, 14 aprile 1927 – Los Angeles, 27 novembre 2023) è stato un direttore della fotografia statunitense.
Ha partecipato alla realizzazione di quasi sessanta film, tra il 1970 ed il 2006. Nel 1998 gli è stato assegnato il premio alla carriera della American Society of Cinematographers, di cui è stato presidente tra il 1993 ed il 1996 e tra il 1999 ed il 2001.
Kemper è morto all'età di 96 anni il 27 novembre 2023 per cause naturali, presso la località di Sherman Oaks.

## Filmografia

### Cinema
- The Magic Garden of Stanley Sweetheart, regia di Leonard J. Horn (1970)
- Mariti (Husbands), regia di John Cassavetes (1970)
- They Might Be Giants, regia di Anthony Harvey (1971)

- Chi è Harry Kellerman e perché parla male di me? (Who Is Harry Kellerman and Why Is He Saying Those Terrible Things About Me?), regia di Ulu Grosbard (1971)
- Anche i dottori ce l'hanno (The Hospital), regia di Arthur Hiller (1971)
- Il candidato (The Candidate), regia di Michael Ritchie (1972)
- Amiamoci così, belle signore (Last of the Red Hot Lovers), regia di Gene Saks (1972)
- La violenza è il mio forte (Shamus), regia di Buzz Kulik (1973)
- Gli amici di Eddie Coyle (The Friends of Eddie Coyle), regia di Peter Yates (1973)
- La guerra di Gordon (Gordon's War), regia di Ossie Davis (1973)
- Il segreto della vecchia signora (From the Mixed-Up Files of Mrs. Basil E. Frankweiler), regia di Fielder Cook (1973)
- 40.000 dollari per non morire (The Gambler), regia di Karel Reisz (1974)
- Il misterioso caso Peter Proud (The Reincarnation of Peter Proud), regia di J. Lee Thompson (1975)
- Quel pomeriggio di un giorno da cani (Dog Day Afternoon), regia di Sidney Lumet (1975)
- Il gigante della strada (Stay Hungry), regia di Bob Rafelson (1976)
- Gli ultimi fuochi (The Last Tycoon), regia di Elia Kazan (1976)
- Mikey e Nicky (Mikey and Nicky), regia di Elaine May (1976)
- Colpo secco (Slap Shot), regia di George Roy Hill (1977)
- Audrey Rose, regia di Robert Wise (1977)
- Bentornato Dio! (Oh, God!), regia di Carl Reiner (1977)
- Coma profondo (Coma), regia di Michael Crichton (1978)
- Un tipo straordinario (The One and Only), regia di Carl Reiner (1978)
- Occhi di Laura Mars (Eyes of Laura Mars), regia di Irvin Kershner (1978)
- Magic - Magia (Magic), regia di Richard Attenborough (1978)
- ...e giustizia per tutti (...and justice for all.), regia di Norman Jewison (1979)
- Lo straccione (The Jerk), regia di Carl Reiner (1979)
- Countdown - Dimensione zero (The Final Countdown), regia di Don Taylor (1980)
- Fort Bronx (Night of the Juggler), regia di Robert Butler (1980)
- Xanadu, regia di Robert Greenwald (1980)
- Le quattro stagioni (The Four Seasons), regia di Alan Alda (1981)
- Chu Chu and the Philly Flash, regia di David Lowell Rich (1981)
- Lui è mio (Partners), regia di James Burrows (1982)
- Papà, sei una frana (Author! Author!), regia di Arthur Hiller (1982)
- National Lampoon's Vacation, regia di Harold Ramis (1983)
- Mister mamma (Mr. Mom), regia di Stan Dragoti (1983)
- Anime gemelle (The Lonely Guy), regia di Arthur Hiller (1984)
- La finestra sul delitto (Cloak & Dagger), regia di Richard Franklin (1984)
- L'ammiratore segreto (Secret Admirer), regia di David Greenwalt (1985)
- Pee-wee's Big Adventure, regia di Tim Burton (1985)
- Signori, il delitto è servito (Clue), regia di Jonathan Lynn (1985)
- Bobo, vita da cani (Walk Like a Man), regia di Melvin Frank (1987)
- Don, un cavallo per amico (Hot to Trot), regia di Michael Dinner (1988)
- Le strade della paura (Cohen and Tate), regia di Eric Red (1988)
- Non guardarmi: non ti sento (See No Evil, Hear No Evil), regia di Arthur Hiller (1989)
- Pubblifollia - A New York qualcuno impazzisce (Crazy People), regia di Tony Bill (1990)
- F/X 2 - Replay di un omicidio (F/X2), regia di Richard Franklin (1991)
- Non dirmelo... non ci credo (Another You), regia di Maurice Phillips (1991)
- Di coppia in coppia (Married to It), regia di Arthur Hiller (1991)
- Beethoven, regia di Brian Levant (1992)
- Tommy Boy, regia di Peter Segal (1995)
- Eddie - Un'Allenatrice Fuori Di Testa (Eddie), regia di Steve Rash (1996)
- Una promessa è una promessa (Jingle All the Way), regia di Brian Levant (1996)
- American Pie Presents Band Camp (Band Camp), regia di Steve Rash (2005)
- Ragazze nel pallone - Tutto o niente (Bring It On: All or Nothing), regia di Steve Rash (2006)

### Televisione
- Il principe di Central Park (The Prince of Central Park), regia di Harvey Hart – film TV (1977)
- The Atlanta Child Murders, regia di John Erman – miniserie TV (1985)
- Kojak: The Price of Justice, regia di Alan Metzger – film TV (1987)
- Troppo ricca: la vita segreta di Doris Duke (Too Rich: The Secret Life of Doris Duke), regia di John Erman – miniserie TV (1999)
- On Golden Pond, regia di Ernest Thompson e Martin Pasetta – film TV (2001)